# 羅賓斯 (密蘇里州)
羅賓斯（英語：Robbins）是位於美國密蘇里州約翰遜縣的非建制地區。

## 歷史
羅賓斯的郵局於1892年設立，其後於1904年停運。

## 地理
羅賓斯所處的海拔為高於海平面268米（即879英呎），而該地所採用的時區為UTC-6，即北美中部時區（CST）。同時該地設有夏令時間，為UTC-6調快一小時，即UTC-5（CDT）。